# Kolisnykiwka (hromada Kuryliwka)
Kolisnykiwka (ukr. Колісниківка) – wieś na Ukrainie, w obwodzie charkowskim, w rejonie kupiańskim, w hromadzie Kuryliwka. W 2001 liczyła 476 mieszkańców.